# Sascha Schuster
Sascha Schuster (* 26. August 1971 in Bremerhaven) ist ein deutscher Politiker (parteilos, davor Bündnis Deutschland und BIW). Seit 2023 ist er Mitglied der Bremischen Bürgerschaft.

## Leben
1988 legte Schuster den Realschulabschluss ab. Anschließend absolvierte er eine Ausbildung zum Bürokaufmann. Von 1993 bis 1994 ließ er sich zum Finanzbuchhalter weiterbilden. Bis zu seinem Einzug in die Bürgerschaft 2023 war er Hafenfacharbeiter beim Gesamthafenbetrieb in Bremerhaven.
Schuster ist geschieden und lebt in Bremerhaven.

## Politik
Ab 2008 war Schuster Mitglied der Wählervereinigung Bürger in Wut. Seit 2015 ist er Mitglied der Bremerhavener Stadtverordnetenversammlung.
Bei den Bürgerschaftswahlen 2011, 2015 und 2019 trat Schuster für seine Wählervereinigung im Wahlbereich Bremerhaven an, verpasste jedoch jeweils den Einzug in die Bürgerschaft.
Bei der Bürgerschaftswahl 2023 trat Schuster auf Listenplatz 5 seiner Partei im Wahlbereich Bremerhaven an und zog in die Bürgerschaft ein. Kurz nach der Wahl ging BIW in der Partei Bündnis Deutschland (BD) auf.
Am 12. Dezember 2023 erklärte er seinen Austritt aus den Fraktionen von Bündnis Deutschland in der Bürgerschaft sowie in der Stadtverordnetenversammlung Bremerhaven. Am 14. Dezember 2023 trat er auch aus der Partei BD aus.
Er ist Mitglied im Ausschuss für Angelegenheiten der Häfen im Lande Bremen und in der Staatlichen Deputation für Wirtschaft und Häfen sowie stellvertretendes Mitglied im Ausschuss für die Gleichstellung der Frau und im Klimacontrollingausschuss.